# Ignasi de Xantopuli
Ignasi de Xantopuli ((Ignatius, Ἰγνάτιος) (segles XIV-XV) fou un monjo del monestir de Xanthopuli proper a Constantinoble; amic del patriarca Cal·list II que va ocupar la seu al final del segle xiv i començament del segle xv, el patriarca havia estat també monjo a aquest monestir.
En conjunt va escriure una obra recomanant la vida monàstica. L'obra és esmentada per Simó arquebisbe de Tessalònica a la seva pròpia obra Ecclesiasticus Dialogus adversus omnes Haereses.